# Sim Price

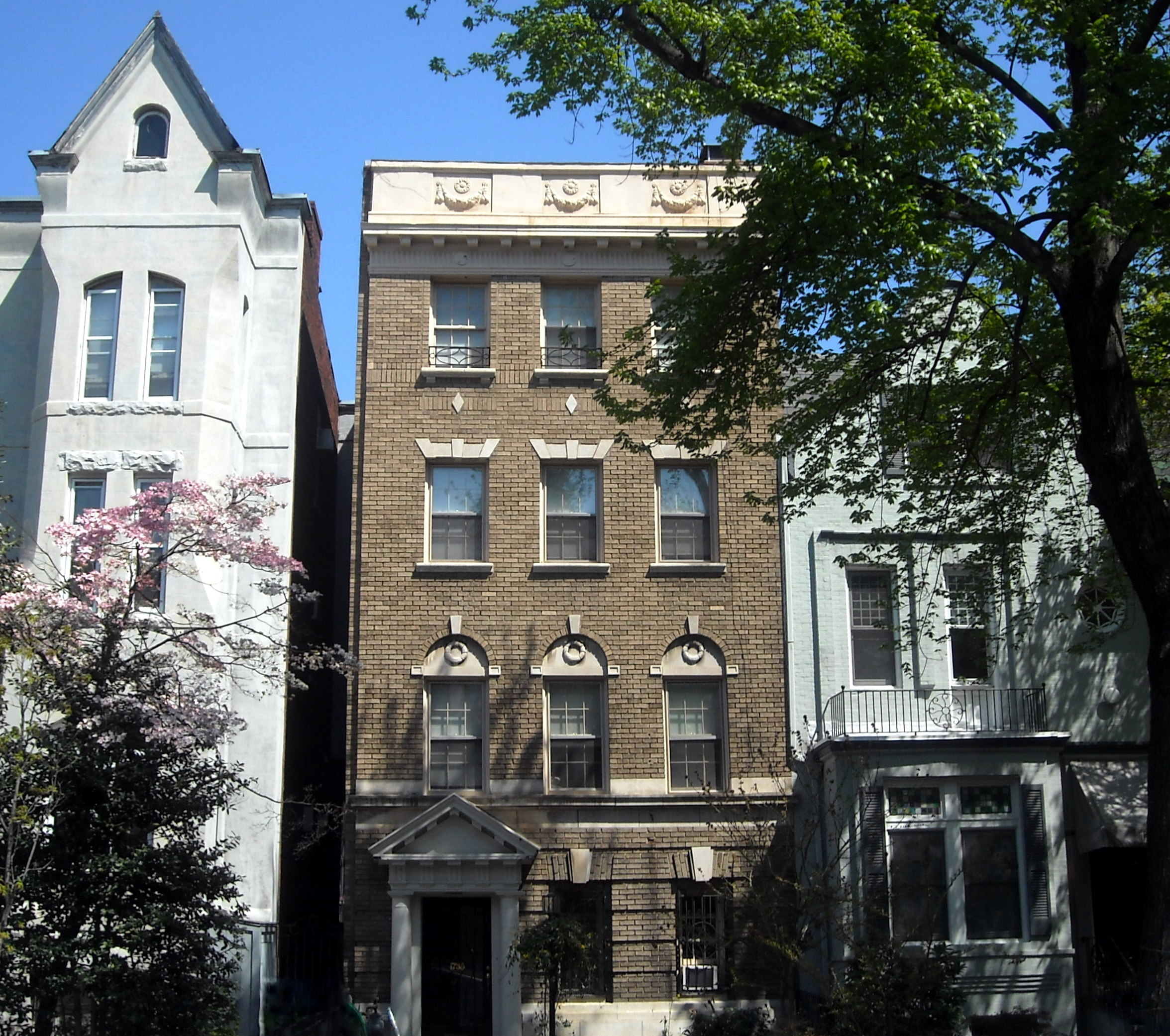
Vecchia residenza di Price a Washington.

Simeon Taylor Price, detto Sim (St. Louis, 16 maggio 1882 – Washington, 16 marzo 1945), è stato un golfista statunitense.

## Carriera
Price partecipò ai Giochi olimpici di Saint Louis 1904, dove vinse una medaglia di bronzo nel torneo a squadre. Nella stessa Olimpiade, prese parte al torneo individuale, in cui fu sconfitto ai sedicesimi di finale da Arthur Havemeyer.

## Palmarès
In carriera ha conseguito i seguenti risultati:
- Giochi olimpici

St. Louis 1904: una medaglia di bronzo nel torneo a squadre.